# KVVOG Vorselaar
Ne pas confondre avec le KVV Vosselaar, les appellations se ressemblent, mais il s'agit bien de deux clubs distincts, localisés dans deux communes différentes.
Maillots
Dernière mise à jour : 3 août 2017.
Le Koninklijke Voetbal Vereniging Ons Genoegen Vorselaar (ou K. VV OG Vorselaar) est un club belge de football localisé dans la commune de Vorselaar dans la Province d'Anvers. Fondé en 1922, le club porte le matricule 402. Ses couleurs sont le jaune et le noir.
Le club a disputé 24 saisons en séries nationales, dont 5 au troisième niveau. Il évolue en première provinciale lors de la saison 2017-2018.

## Le club
Le village de Vorselaar découvrit le football bien avant la Première Guerre mondiale. Ce furent les dénommés Jules Celis et Karel Matheussen qui effectuèrent le trajet jusqu'à Anvers pour acheter un ballon de football. Dès l'après-midi de leur retour, on joua au foot' sur la place du village. Un inconvénient fut qu'il fallait souvent aller recherche le "cuir" derrière le lourd portail en fer du monastère...
Une équipe fut composée et baptisée "Kempische sjotters" (littéralement: Shotteurs campinois). Mais la jeunesse de l'époque n'eut pas le temps de développer l'équipe en club car elle fut foudroyée par le déclenchement des hostilités. Le football devint secondaire.
Après l'Armisitice de 1918, le choses reprirent leur cours... et le football revint. Une équipe se forma et prit les allures d'un club dès 1922. Deux ans plus tard, durant l'été, l'affiliation auprès de l'URBSFA fut demandée sous l'appellation Voetbal Vereniging Ons Genoegen Vorselaar. Littéralement, "ons genoegen" peut se traduire par "notre plaisir".
Le club débuta sur un terrain localisé au lieu-dit "Heikant" puis par après s'installa sur un terrain appartenant à Jefke De Groof dans la Grobbendonksebaan (de jours Kempenlaan). Mais le site n'était pas idéalement plat. Cinq ans plus tard, le club demanda au Baron de Borrekens à pouvoir louer une partie d'un site situé dans la Riemenstraat. Le Baron et ses conseillers estimant que le football pouvait s'implanter en ville mais pas dans un village, laissèrent faire, convaincus que cela ne durerait pas. De nos jours, le club joue toujours à cet endroit !
Le club joua dans les séries inférieures anversoises jusqu'en 1938, année où il décrocha le droit de monter en séries nationales. VV OG Vorselaar y évolua trois saisons puis fut relégué. Comme la Fédération belge annula les relégations subies pendant les « championnats de guerre », le club fut replacé dans une série nationale pour la saison 1945-1946. Il y resta deux saisons.
Le matricule 402 revint en « nationale » de 1956 à 1963. Il patienta ensuite jusqu'en 1981. Cette année-là, K. VV OG Vorselaar remonta en compagnie du K. FC Germinal Ekeren. À la suite de cela, le matricule 402 rejoua pendant dix ans en Promotion.
Au changement de siècles, le club campinois presta encore deux saisons au 4e niveau national de 1999 à 2001. En 2000, Vorselaar causa même la surprise de sa série en frôlant la montée en Division 3, n'étant devancé que de trois points par le K. Lyra TSV. Lors du tour final, le matricule 402 élimina le K. SV Waregem mais s'inclina ensuite contre Walhain. La saison suivante, le club fut relégué pour avoir remporté une victoire de moins que le K. Lanaken VV, sans quoi il aurait pu disputer les "Barrages" (durant lesquels Lanaken se sauva).

## Historique
- Avant la Première Guerre mondiale : Création d'une équipe appelée KEMPISCHE SJOTTERS.
- 1922 : (environ), composition d'une équipe qui s'organisa en club.
- 1924 : Août 1924, VOETBAL VERENIGING ONS GENOEGEN VORSELAAR s'affilia à l'URBSFA.
- 1926 : 26/12/1926, VOETBAL VERENIGING ONS GENOEGEN VORSELAAR se vit attribuer le matricule 402.
- 1938 : VOETBAL VERENIGING ONS GENOEGEN VORSELAAR (402) accéda pour la première fois aux séries nationales. La première expérience dura trois saisons.
- 1955 : VOETBAL VERENIGING ONS GENOEGEN VORSELAAR (402) fut reconnu Société Royale et prit peu après le nom de KONINKLIJKE VOETBAL VERENIGING ONS GENOEGEN VORSELAAR (402).

## Résultats dans les divisions nationales
Statistiques mises à jour le 21 juin 2013

### Bilan
| Niv | Divisions     | Jouées | Titres | TM Up | TM Down |
| --- | ------------- | ------ | ------ | ----- | ------- |
| I   | 1re nationale | 0      | 0      |       |         |
| II  | 2e nationale  | 0      | 0      |       |         |
| III | 3e nationale  | 5      | 0      |       |         |
| IV  | 4e nationale  | 19     | 0      | 1     |         |
| V   | 5e nationale  | 0      | 0      |       |         |
|     |               |        |        |       |         |
|     | TOTAUX        | 24     | 0      | 1     | 0       |

- TM Up : test-match pour départager des égalités, ou toutes formes de Barrages ou de Tour final pour une montée éventuelle.
- TM Down : test-match pour départager des égalités, ou toutes formes de Barrages ou de Tour final pour le maintien.

### Classements saison par saison
| Ordre | Saison  | Nom du club               | Niveau                 | Classement final | Remarques           |
| ----- | ------- | ------------------------- | ---------------------- | ---------------- | ------------------- |
| 1     | 1938-39 | VV OG Vorselaar           | Promotion (D3) série D | 11e/14           |                     |
|       | 1939-40 | Compétitions interrompues |                        |                  |                     |
|       | 1940-41 | Compétitions régionales   |                        |                  |                     |
| 2     | 1941-42 | VV OG Vorselaar           | Promotion (D3) série B | 11e/11           |                     |
| 3     | 1942-43 | VV OG Vorselaar           | Promotion (D3) série C | 15e/15           | Relégué !           |
|       |         |                           |                        |                  | séries régionales   |
| 4     | 1945-46 | VV OG Vorselaar           | Promotion (D3) série B | 14e/19           |                     |
| 5     | 1946-47 | VV OG Vorselaar           | Promotion (D3) série a | 15e/18           | Relégué !           |
|       |         |                           |                        |                  | séries provinciales |
| 6     | 1956-57 | K. VV OG Vorselaar        | Promotion série C      | 9e/16            |                     |
| 7     | 1957-58 | K. VV OG Vorselaar        | Promotion série C      | 3e/16            |                     |
| 8     | 1958-59 | K. VV OG Vorselaar        | Promotion série B      | 10e/16           |                     |
| 9     | 1959-60 | K. VV OG Vorselaar        | Promotion série B      | 12e/16           |                     |
| 10    | 1960-61 | K. VV OG Vorselaar        | Promotion série C      | 13e/16           |                     |
| 11    | 1961-62 | K. VV OG Vorselaar        | Promotion série D      | 11e/16           |                     |
| 12    | 1962-63 | K. VV OG Vorselaar        | Promotion série C      | 16e/16           | Relégué !           |
|       |         |                           |                        |                  | séries provinciales |
| 13    | 1981-82 | K. VV OG Vorselaar        | Promotion série C      | 10e/16           |                     |
| 14    | 1982-83 | K. VV OG Vorselaar        | Promotion série B      | 7e/16            |                     |
| 15    | 1983-84 | K. VV OG Vorselaar        | Promotion série B      | 3e/16            |                     |
| 16    | 1984-85 | K. VV OG Vorselaar        | Promotion série B      | 11e/16           |                     |
| 17    | 1985-86 | K. VV OG Vorselaar        | Promotion série B      | 9e/16            |                     |
| 18    | 1986-87 | K. VV OG Vorselaar        | Promotion série B      | 6e/16            |                     |
| 19    | 1987-88 | K. VV OG Vorselaar        | Promotion série C      | 9e/16            |                     |
| 20    | 1988-89 | K. VV OG Vorselaar        | Promotion série C      | 5e/16            |                     |
| 21    | 1989-90 | K. VV OG Vorselaar        | Promotion série C      | 13e/16           |                     |
| 22    | 1990-91 | K. VV OG Vorselaar        | Promotion série B      | 15e/16           | Relégué !           |
|       |         |                           |                        |                  | séries provinciales |
| 23    | 99-2000 | K. VV OG Vorselaar        | Promotion série B      | 2e/16            | Tour final.         |
| 24    | 2000-01 | K. VV OG Vorselaar        | Promotion série C      | 14e/16           | Relégué !           |
|       |         |                           |                        |                  | séries provinciales |

### Sources et liens externes
- Site officiel du K. VV OG Vorselaar